# Amaury-Duval
Amaury-Duval, pseudônimo de Eugène-Emmanuel-Amaury Pineu-Duval (Montrouge, 16 de abril de 1808 — Paris, 25 de dezembro de 1885) foi um pintor francês. Era filho do diplomata e historiador Amaury Duval e sobrinho do autor dramático Alexandre Duval.

## Galeria

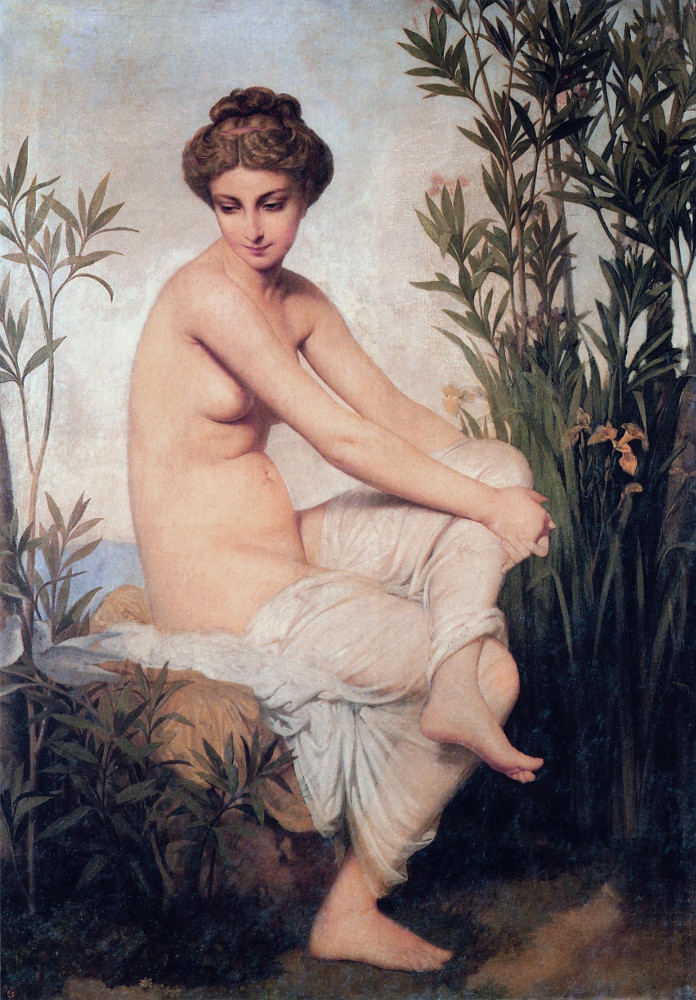
Banhista antiga
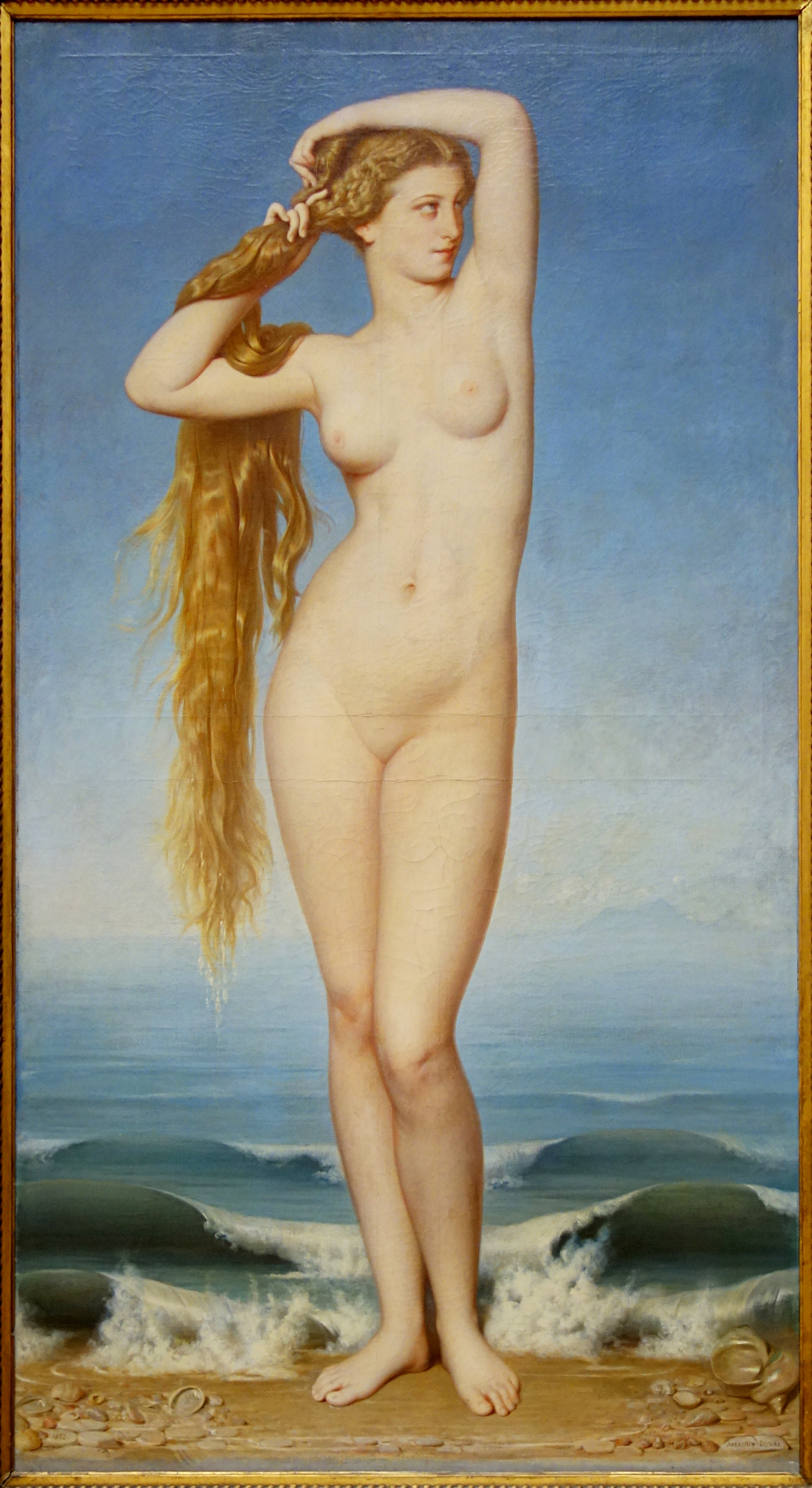
La Naissance de Vénus (1862) - Palais des Beaux-Arts de Lille.
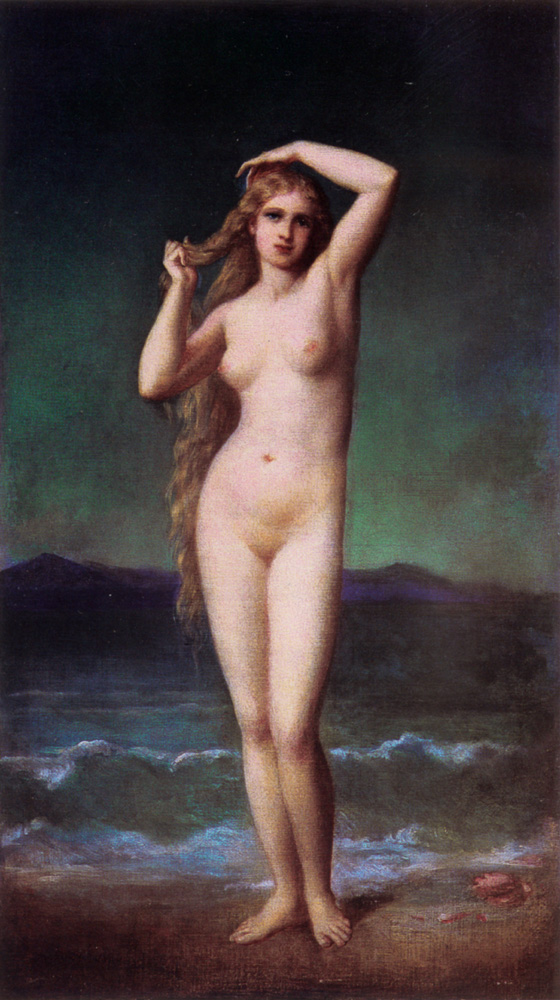
A banhista
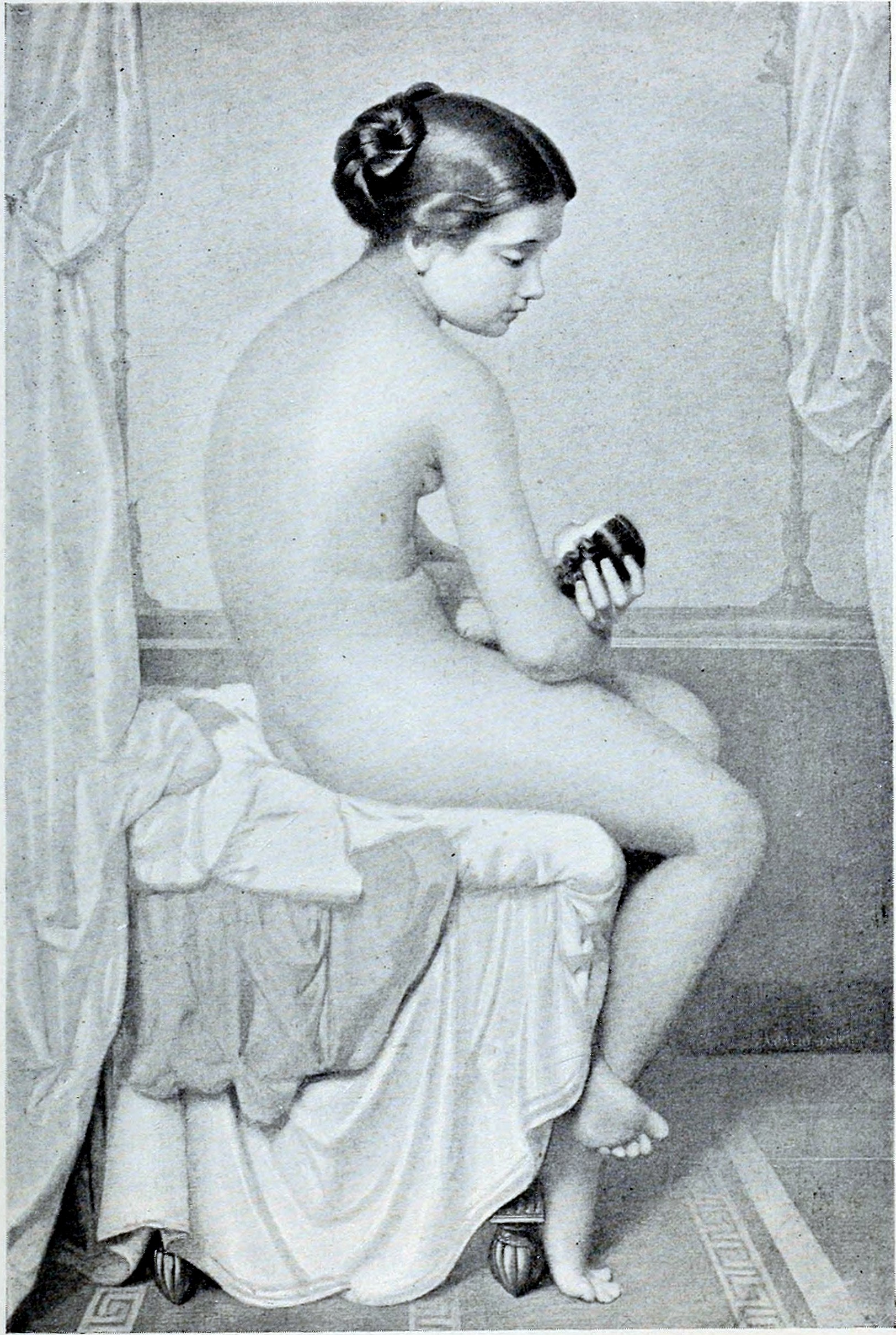
Estudo da criança
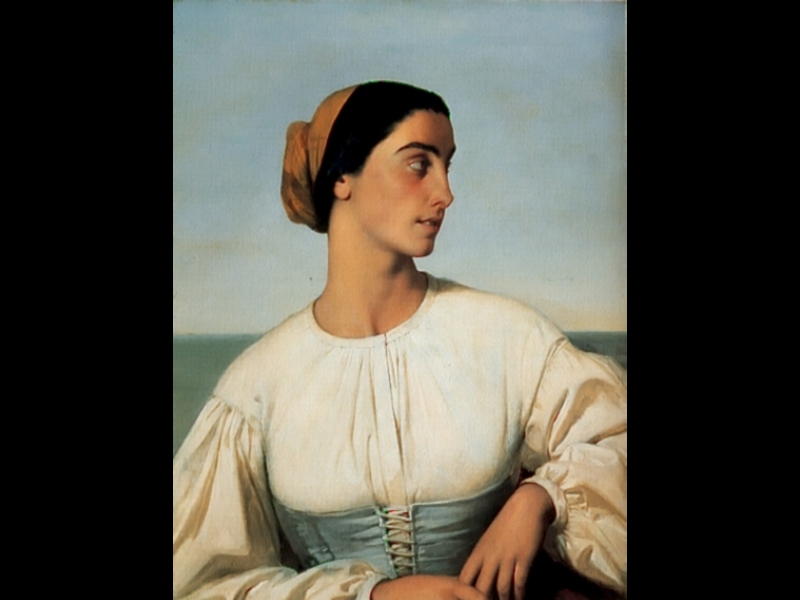
Mulher de St Jean De Luz
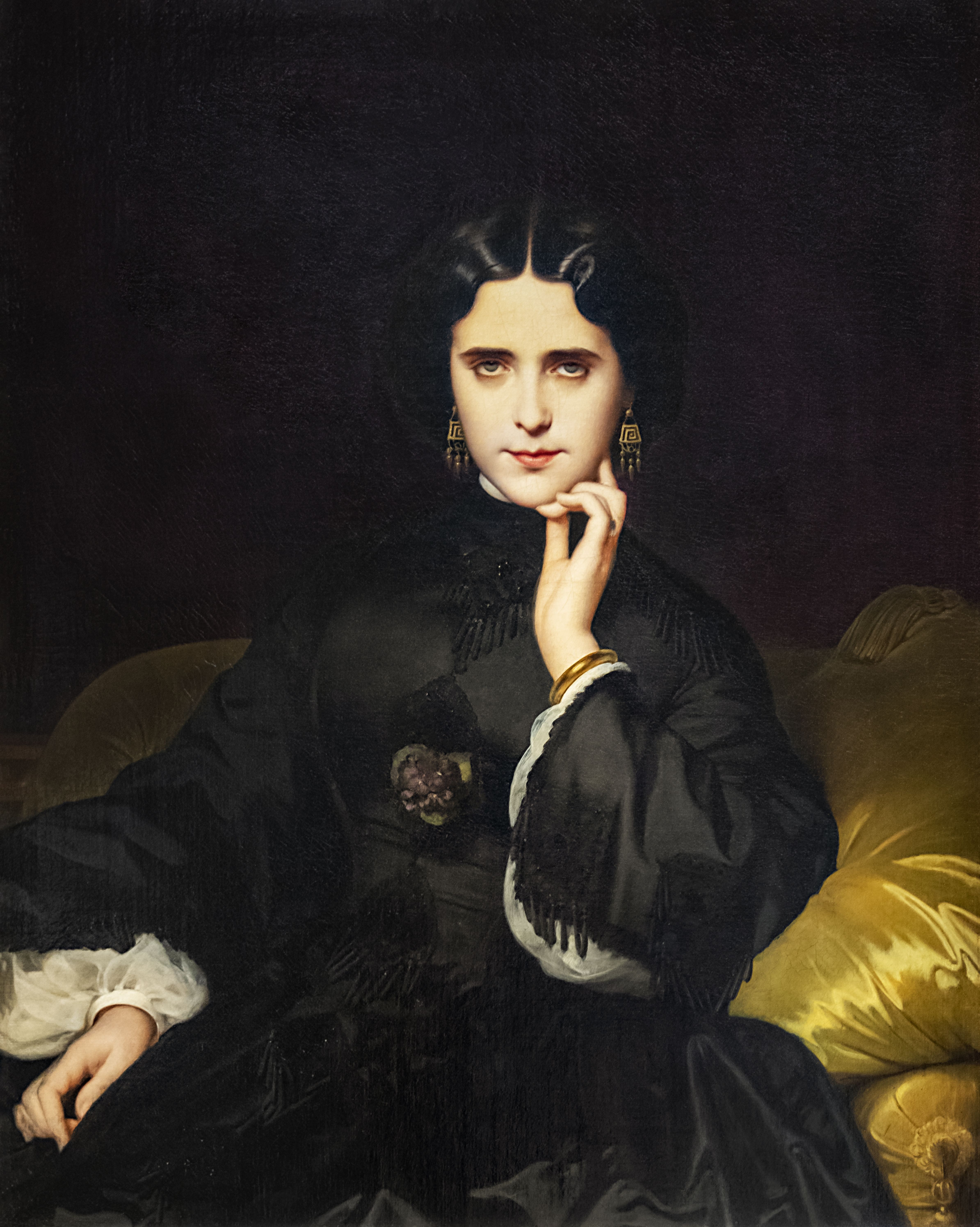
Madame de Loynes
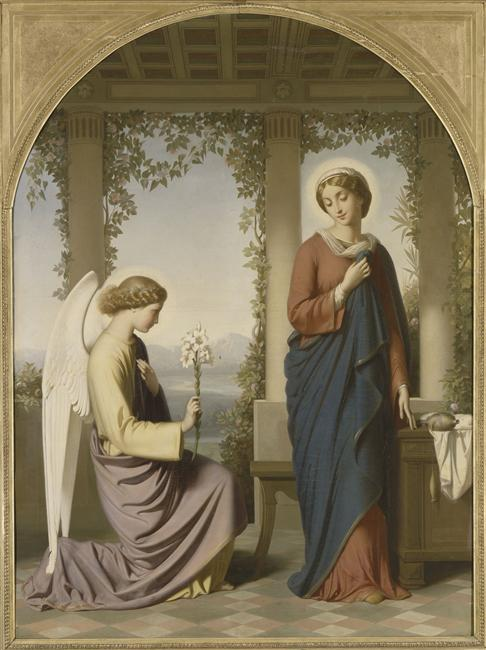
Anunciação (1860)